# Stratford-upon-Avon
Stratford-upon-Avon, comumente conhecida como apenas Stratford,  é uma Cidade de mercado da Inglaterra situada no condado de
Warwickshire ao sul de Birmingham. É mundialmente conhecida por ser o lugar de nascimento de William Shakespeare. A sua população era de 27.445 habitantes em 2011. Sua principal atração turística está relacionada com as casas de William Shakespeare e as suas propriedades. A cidade está vinculada ao teatro e ao turismo e recebe cerca de três milhões de visitantes ao ano procedentes de todo o mundo.

## Geografia
- Altitude: 73 metros.
- Latitude: 52º 10' 59" N
- Longitude: 001º 42' 00" O
- Localização: Stratford-upon-Avon está próxima a segunda maior cidade do Reino Unido, Birmingham.

## História
Stratford, a princípio chamada de Straetford – que queria dizer via romana a um vau (ford) e ficava em uma estrada romana, foi construída em terra cedida por um rei saxão (Ethelhard) ao 3º bispo de Worcester (693 – 714 d.C). A partir daí, Stratford foi um domínio feudal (manerium) do bispado. Já no século XIII, era uma cidade comercial com hospedarias, 240 lotes construídos, lojas e tendas – onde os produtos da região (Alden e Feldon) eram trocados.
Stratford era famosa pela sua guilda religiosa laica: Guilda da Santa Cruz. Era a guilda que indicava os jurados para os tribunais feudais, cuidava dos doentes, dirigia a escola que fundou e ditava a prática religiosa e social comum à população. Assim, até o século XIII, a cidade partilhava as longas tradições da guilda até que, com as reformas protestantes, foi fechada a igreja e suas propriedades confiscadas. O conselho governante – constituído por um bailio (eleito pelos seus membros para o mandato de um ano), treze conselheiros e catorze representantes, preocupado com o comércio local, peticionou à Coroa, e obteve, a incorporação de Stratford como burgo real. Era o ano de 1553 e, mal a cidade iniciava sua nova existência, a rainha Maria Tudor devolveu a nação ao catolicismo. As controvérsias de cunho religioso transformaram Stratford no “centro de um círculo de fogueiras de mártires”, segundo relatos de John Foxe em seu “Book of Martyres” (Livro dos Mártires).
A questão religiosa inflamou-se em Stratford até a subida ao trono da rainha Elizabeth I, em 1558. Quando o vigário católico partiu da cidade, a população viveu um período sem um representante religioso regular, até a chegada do novo vigário, em 1561: John Bretchgirdle, nascido em Baguley, com mestrado em Oxford - cuja lógica medieval havia perdido espaço para o estudo humanista da retórica. Bretchgirdle assumiu com cautela a ordem religiosa, conquistando a confiança dos membros católicos do conselho que, em 1563, decidiram eliminar os vestígios católicos da velha capela da guilda.
Entre os membros do conselho governante de Stratford figurava um produtor rural da cidadezinha de Snitterfield. Artesão e comerciante, que havia se estabelecido como luveiro na Henley Street, John Shakespeare, pai de William Shakespeare, em 1561, assumiu por três anos a função de ecônomo, conselheiro encarregado das finanças do burgo.

## Atrações turísticas

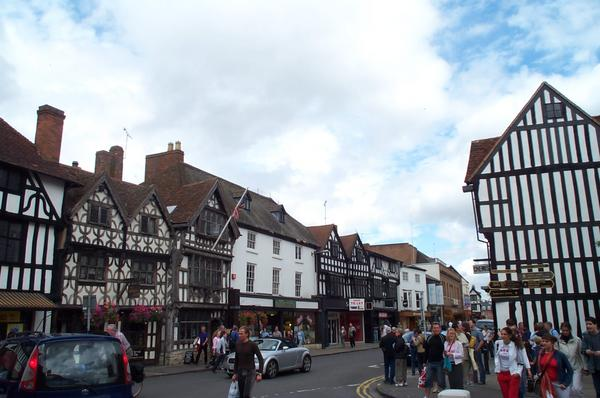
Stratford-upon-Avon

Na cidade pode ser visto o Royal Shakespeare Theatre, lugar de atuação da Royal Shakespeare Company (RSC). A companhia de RSC atua em dois pequenos teatros, um deles é o The Swan (o cisne) e que foi remodelado posteriormente como o teatro elizabetano e outro se denomina como Black box theatre.
Entre as atrações turísticas mais importantes na cidade se encontra a casa natal de Shakespeare, assim como as casas: Hall's Croft (a que em seu tempo foi casa de sua filha Susannah) e a casa nova New Place que foi de sua propriedade e onde viveu seus últimos anos até sua morte em 1616. Há ainda a destacar a igreja onde foi batizado e enterrado o dramaturgo inglês (a Holy Trinity Church).
Perto da cidade existem diversas propriedades associadas a Shakespeare. Anne Hathaway's Cottage em Shottery, foi a casa de sua mulher. Mary Arden's House, a casa de sua mãe, e as granjas e edifícios em Snitterfield, a casa de seu pai. Tudo isto pode ser visitado pelas rotas de ônibus turísticos.
Existem outras atrações não shakespearianas que incluem o museu Teddy Bear Museum, uma granja de mariposas Butterfly Farm, os jardins de Bancroft, e o pub frequentado pelos atores e que se denomina Black Swan (Cisne Negro).